# Villa Metzler (Drawsko Pomorskie)

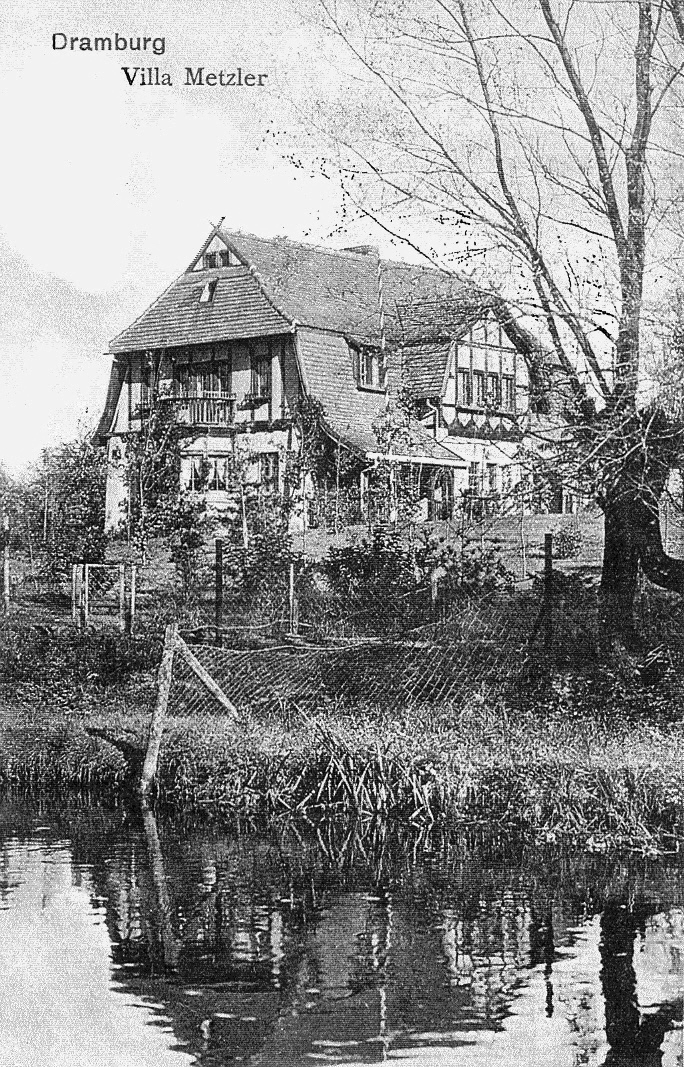
Villa Metzler (um 1910)

Die Villa Metzler (auch Haus Metzler) ist ein Wohnhaus in Drawsko Pomorskie (Dramburg). Das 1906 für Otto und Elisabeth Metzler im Heimatstil errichtete Gebäude ist ein Frühwerk von Walter Gropius.

## Beschreibung
Die Villa liegt in malerischer Lage südöstlich der Mündung eines Nebenarm in die Drawa (Drage). Das Gebäude hat die Adresse Obrońców Westerplatte 9B (früher Grulichstraße).
Der eingeschossige rechteckige Baukörper ist mit einem großen Mansarddach mit Fußwalm versehen. Im Süden ist dem Bau mittig ein Risalit vorgelagert. Der Sockel ist in Bruchstein ausgeführt, die Giebel des Gebäudes sind in Fachwerk ausgeführt. Verschiedene Details wie eine Veranda und kleine Vorbauten lockern den Baukörper auf. Die Ecken sind durch schräge Pfeilervorlagen betont.
Das eingeschossige Wirtschaftsgebäude mit Remise, Stallungen und Hühnerstall hatte ebenfalls ein Fußwalmdach mit Fachwerkgiebel.

## Geschichte
Nachdem Walter Gropius während seiner Ausbildung bereits ab 1904 Arbeiterwohnhäuser und Wirtschaftsbauten für seinen Onkel Erich Gropius in Janikow erbaut hatte, bekam er 1906 erstmals einen Auftrag, der nicht aus der Verwandtschaft stammte. Sicherlich wurde jedoch die Bekanntschaft zu den Bauherrn über Gropius Onkel hergestellt. Bereits Mitte September 1906 konnte das Ehepaar Otto Metzler, Leutnant außer Dienst und Elisabeth Metzler in das Gebäude einziehen. Ein erster Entwurf für das zugehörige Wirtschaftsgebäude von Januar 1906 wurde nicht umgesetzt, ein Entwurf von April 1906 allerdings schon.
Der Grundriss ist heute verändert, um zwei Wohnungen aufzunehmen. Zudem wurde im Norden ein offener Annex geschlossen und die Eingangslaube durch eine Garage ersetzt. Ansonsten ist das Haus recht gut überliefert. Das Wirtschaftsgebäude ist nicht erhalten.
Das Gebäude steht unter Denkmalschutz.

## Architektur

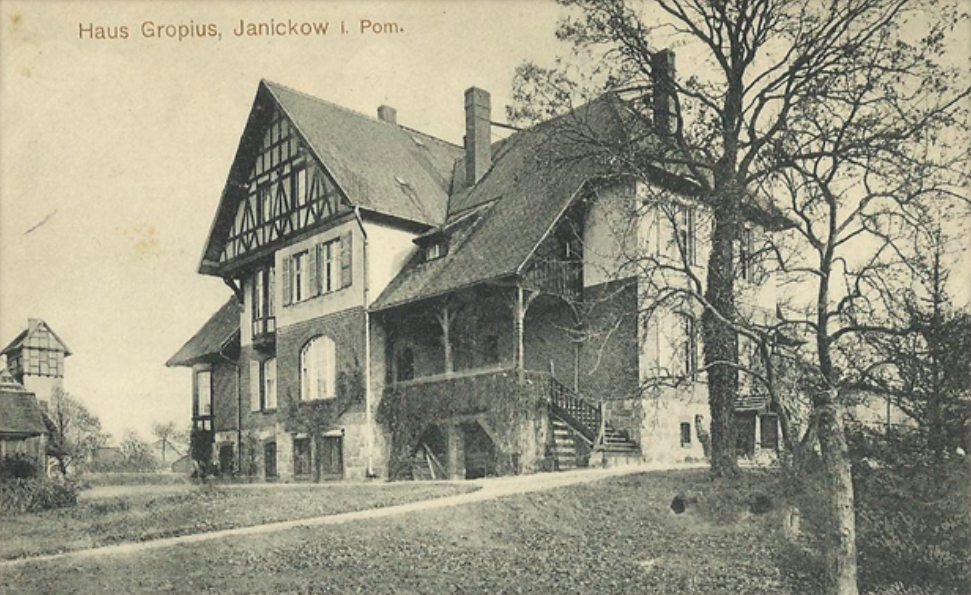
Haus Gropius in Janikow (Architekten Solfs & Wichards, 1895)

Das Gebäude ist stark von dem Herrenhaus seines Onkels Erich Gropius in Janikow der Architekten Solfs & Wichards (1895) beeinflusst. Gropius absolvierte bei den Architekten um 1903/04 ein Praktikum und kannte das Gebäude durch die familiäre Beziehung zum Inhaber vermutlich gut.
Der Bau ist Gropius erster Werkphase von etwa 1904 bis 1907 zuzurechnen, als er sich stark am Heimatstil der oben genannten Architekten orientierte. Nach seiner Zeit im Büro von Peter Behrens wendete er sich ab 1909 davon ab und dem Neoklassizismus Behrens zu.